# Previš (Neum, BiH)
Previš je naseljeno mjesto u općini Neum, Federacija BiH, BiH.

## Zemljopisni položaj
Smješteno je na krškoj zaravni između Hutova i Glumine, na 413 metara nadmorske visine.

## Povijest
Selo se u povijesnim vrelima spominje od 1641. kad se u Liscu u Dubrovačkome primorju spominje Dživo, sin Petra Bogančeva di Sprevis.

## Stanovništvo

### 1991.
Nacionalni sastav stanovništva 1991. godine, bio je sljedeći:
ukupno: 13
- Hrvati - 13

### 2013.
Nacionalni sastav stanovništva 2013. godine, bio je sljedeći:
ukupno: 32
- Hrvati - 32

## Znamenitosti
| Zidana grobnica |  | Zidana grobnica  |
| Zidana grobnica |  | Stećak na gomili |

- U groblju na ulazu u selo pored kamene gomile nalazi se neregistrirana grobnica na svod u čijoj su unutrašnjosti dva kamena ležaja između koji je jarak. Svod grobnice u obliku bačve bio je pokriven kamenim pločama na dvije vode. Vanjske dimenzije su joj 3,10 × 2,62 metra, a orijentirana je u pravcu sjeverozapad – jugoistok.[5]

- Na području naselja nalazi se petnestak kamenih gomila od kojih je najveća Velika gomila koja se nalazi između Gradine i Trenslove glavice. Niska gomila u groblju poznata je po stećku u obliku stupa visoka 1,6 metara ukrašenom motivom rozete i tordirane vrpce.[6]

- Previšića gradina, gradina opasana kamenim bedemom rađenim u suhozidu unutar kojega su vidljivi su ostaci stambenih objekata; smještena je na položaju s kojeg je bilo moguće kontrolirati prolaz iz smjera Čapljine prema Popovu polju.[7]
- Lokva Umlenica sazidana na konjskom putu prema Glumini vjerojatno u ilirsko doba.[2][8]

## Poznate osobe
- Lazar Previšić, jedan od vođa hercegovačkog ustanka

## Vanjske poveznice
- Satelitska snimka  Arhivirana inačica izvorne stranice od 1. listopada 2019. (Wayback Machine)